# Johannesburg
Johannesburg (în Zulu și Xhosa: eGoli), cunoscut colocvial ca Jozi, Joburg, Jo'burg sau „Orașul de Aur”, este cel mai populat oraș din Africa de Sud, cu o populație de 4.803.262 de locuitori. Clasificat ca un „mega-oraș”, Johannesburg se numără printre cele 100 de cele mai mari zone urbane din lume. Este capitala provinciei Gauteng, cea mai bogată provincie din țară, și găzduiește Curtea Constituțională, cea mai înaltă instanță din Africa de Sud. Cele mai importante companii și bănci sud-africane își au sediile principale în Johannesburg. Orașul este situat pe colinele minerale ale Witwatersrand, un centru major al comerțului internațional cu minerale, aur și, în special, diamante.
Înființat în 1886 după descoperirea aurului pe o fostă fermă, Johannesburg a experimentat o creștere rapidă, atingând o populație de peste 100.000 de locuitori în doar zece ani, datorită zăcămintelor imense de aur din zona Witwatersrand. Soweto, care a fost un oraș separat până în 1994, face acum parte din zona metropolitană Greater Johannesburg. Soweto este un acronim pentru „South-Western Townships” și a fost inițial organizat ca un grup de așezări periferice populat în principal de muncitori africani care lucrau în industria minieră de aur. Deși acum integrat în Johannesburg, Soweto a fost anterior o zonă rezidențială exclusivă pentru negri, în timp ce albi nu aveau voie să locuiască în alte zone „designate pentru albi” din Johannesburg. Lenasia, o altă regiune, este predominant locuită de sud-africanii de origine indiană și sud-asiatică, iar aceste zone fuseseră desemnate anterior ca zone non-albe conform politicilor apartheidului.
Johannesburg a fost unul dintre orașele gazdă ale Cupei Mondiale FIFA din 2010, inclusiv al finalei.
Metropola este clasificată ca oraș global de tip alpha de către rețeaua Globalization and World Cities Research Network. În 2019, populația orașului Johannesburg era de 5.635.127, făcându-l cel mai populat oraș din Africa de Sud. În același an, populația aglomerării urbane a metropolei Johannesburg a fost estimată la 8 milioane. Suprafața orașului municipal este de 1.645 km², ceea ce rezultă într-o densitate moderată a populației de 2.364 de locuitori pe kilometru pătrat.

## Etimologie
Originea numelui Johannesburg este subiectul unor controverse. Mai multe persoane cu numele „Johannes” au fost implicate în istoria timpurie a orașului. Printre acestea se numără Christiaan Johannes Joubert, funcționar principal în biroul inspectorului general Hendrik Dercksen, membru al Volksraad-ului și șeful mineritului în Republica Sud-Africană. O altă posibilă sursă de inspirație este Stephanus Johannes Paulus Kruger (cunoscut ca Paul Kruger), președintele Republicii Sud-Africane (ZAR) între 1883 și 1900. De asemenea, Johannes Meyer, primul funcționar guvernamental din zonă, este considerat o posibilă influență.
Documentele care ar fi putut clarifica alegerea numelui s-au pierdut. Johannes Rissik și Johannes Joubert au fost membri ai unei delegații trimise în Anglia pentru a obține drepturi de exploatare minieră în regiune. Joubert a dat numele său unui parc din oraș, iar Rissik și-a lăsat amprenta prin denumirea uneia dintre principalele străzi ale orașului, unde se află și clădirea istorică, deși acum degradată, a Poștei de pe strada Rissik. Primăria orașului este, de asemenea, situată pe strada Rissik.

## Istorie
Regiunea din jurul Johannesburgului a fost inițial locuită de vânători-culegători San, care foloseau unelte de piatră. Există dovezi că aceștia au trăit acolo până acum aproximativ zece secole. Ruinele de piatră ale orașelor și satelor Sotho-Tswana sunt dispersate în regiuni din fostul Transvaal, unde se află Johannesburgul.
Până la mijlocul secolului al XVIII-lea, regiunea mai largă era în mare parte așezată de diverse comunități Sotho-Tswana (un subgrup lingvistic al vorbitorilor de limbile bantu), ale căror sate, orașe, căpetenii și regate se întindeau începând de la Protectoratul Bechuanaland (ceea ce este acum Botswana) în vest, până la actualul Lesotho în sud și până la zonele Pedi din actuala provincie Limpopo. Mai exact, ruinele din piatră ale orașelor și satelor Sotho-Tswana sunt dispersate în regiunile fostei provincii Transvaal, unde se află Johannesburgul.
Multe orașe și sate Sotho-Tswana din zonele din jurul Johannesburgului au fost distruse, iar locuitorii lor alungați în timpul războaielor care au avut loc în Zululand la sfârșitul secolului al XVIII-lea și începutul secolului al XIX-lea (războaiele mfecane sau difaqane). Ca urmare, o ramură a regatului Zulu, Ndebele (adesea numiți Matabele, numele dat lor de către localnicii Sotho-Tswana), a stabilit un regat la nord-vest de Johannesburg, în jurul actualului Rustenburg.

### Goana după aur și denumirea orașului

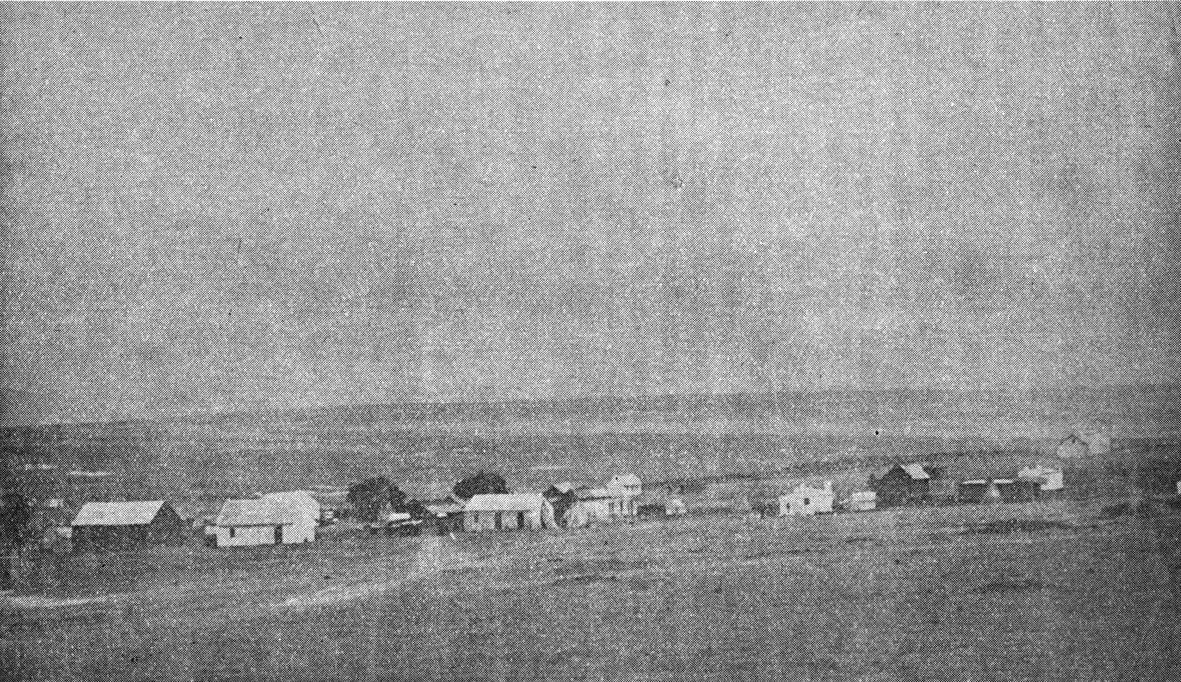
Ferma Langlaagte, situată în apropiere de Paarlshoop, pe Witwatersrand – locul unde a avut loc prima descoperire de aur în 1886.

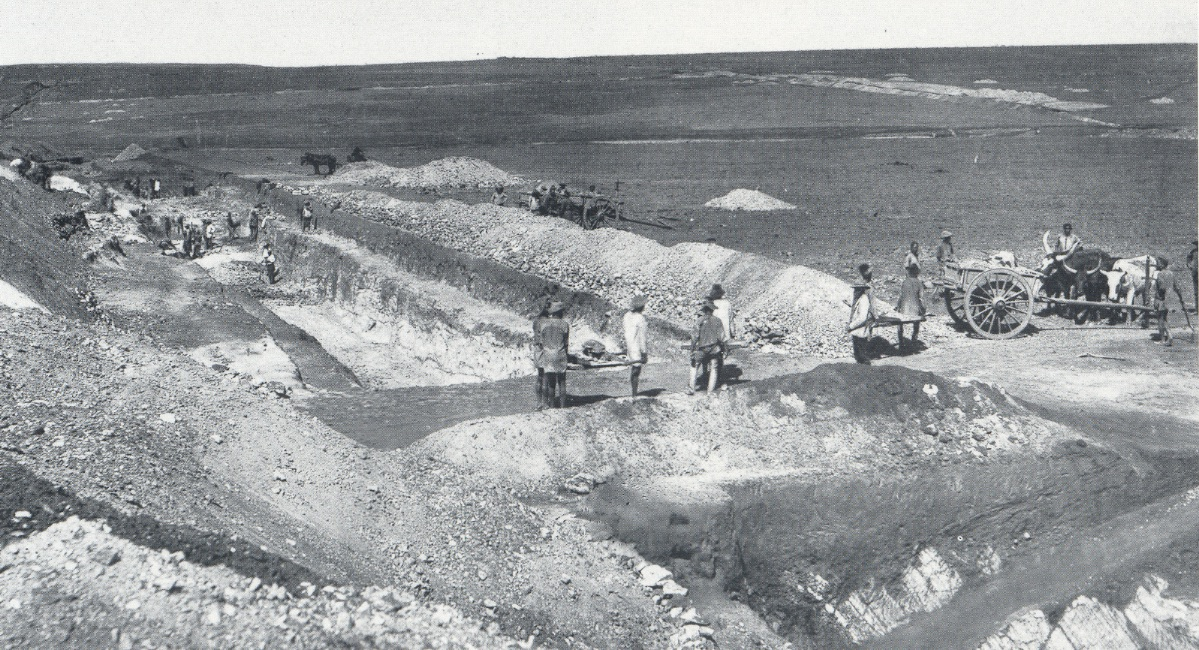
Minele de aur Ferreirasdorp din 1886, cea mai veche zonă a Johannesburgului, unde primii căutători de aur s-au stabilit inițial.

Zăcămintul principal de aur de pe Witwatersrand a fost descoperit în iunie 1884 pe ferma Vogelstruisfontein de către Jan Gerritse Bantjes, fiul lui Jan Bantjes, iar aceasta a declanșat Goana după aur de pe Witwatersrand și înființarea Johannesburgului în 1886. Descoperirea aurului a atras rapid oameni în zonă, ceea ce a făcut necesară alegerea unui nume și organizarea administrativă a teritoriului. Jan, Johan și Johannes erau nume bărbătești comune printre olandezii din acea perioadă; doi bărbați implicați în măsurarea zonei pentru găsirea celei mai bune locații pentru oraș, Christian Johannes Joubert și Johann Rissik, sunt considerați de unii ca fiind sursa numelui. Johannes Meyer, primul funcționar public din zonă, este o altă posibilitate. Înregistrările istorice precise pentru alegerea numelui s-au pierdut. În decurs de zece ani, orașul Johannesburg număra 100.000 de locuitori.
În septembrie 1884, frații Struben au descoperit zăcămintul Confidence pe ferma Wilgespruit, lângă actualul Roodepoort, ceea ce a amplificat entuziasmul pentru perspectivele aurifere.:254 Primul aur zdrobit pe Witwatersrand a fost roca auriferă de la mina Bantjes, zdrobită cu ajutorul mașinii de stampat a fraților Struben. Descoperirea a ajuns rapid la Kimberley, iar directorii Cecil Rhodes și Sir Joseph Robinson au călătorit pentru a investiga zvonurile personal. Aceștia au fost ghidați către tabăra Bantjes, cu corturile întinse pe câțiva kilometri, și au rămas cu Bantjes timp de două nopți.
În 1884, au achiziționat primul aur pur de la Bantjes pentru 3.000 de lire sterline. De asemenea, Bantjes operase din 1881 mina de aur Kromdraai în zona Leagănul Umanității împreună cu partenerul său Johannes Stephanus Minnaar, unde au descoperit aur pentru prima dată în 1881, și care a oferit de asemenea o altă descoperire – strămoșii timpurii ai întregii umanități. Unii raportează că australianul George Harrison a fost primul care a solicitat dreptul de a extrage aur în zona care a devenit Johannesburg, deoarece a găsit aur pe o fermă în iulie 1886. El nu a rămas în zonă.
Aurul a fost descoperit anterior la aproximativ 400 de kilometri est de actualul Johannesburg, în Barberton. Căutătorii de aur au descoperit curând zăcămintele de aur mai bogate de pe Witwatersrand, oferite de Bantjes. Tabăra originală a minerilor, sub conducerea informală a colonelului Ignatius Ferreira, era situată în zona Fordsburg, probabil din cauza disponibilității apei și a proximității față de săpături. După înființarea Johannesburgului, zona a fost preluată de guvernul Transvaal, care a realizat un studiu topografic și i-a dat numele de Ferreira's Township, astăzi cartierul Ferreirasdorp. Prima așezare de la Ferreira's Camp a fost înființată ca un tabără de corturi și a ajuns rapid la o populație de 3.000 de persoane până în 1887. Guvernul a preluat tabăra, a realizat un studiu topografic și i-a dat numele de Ferreira's Township. Până în 1896, Johannesburg a fost stabilit ca oraș cu peste 100.000 de locuitori, fiind unul dintre cele mai rapid dezvoltate orașe din istorie.
Minele de lângă Johannesburg sunt unele dintre cele mai adânci din lume, unele ajungând la 4.000 de metri.

### Creștere rapidă, Raidul Jameson și Al Doilea Război al Burilor

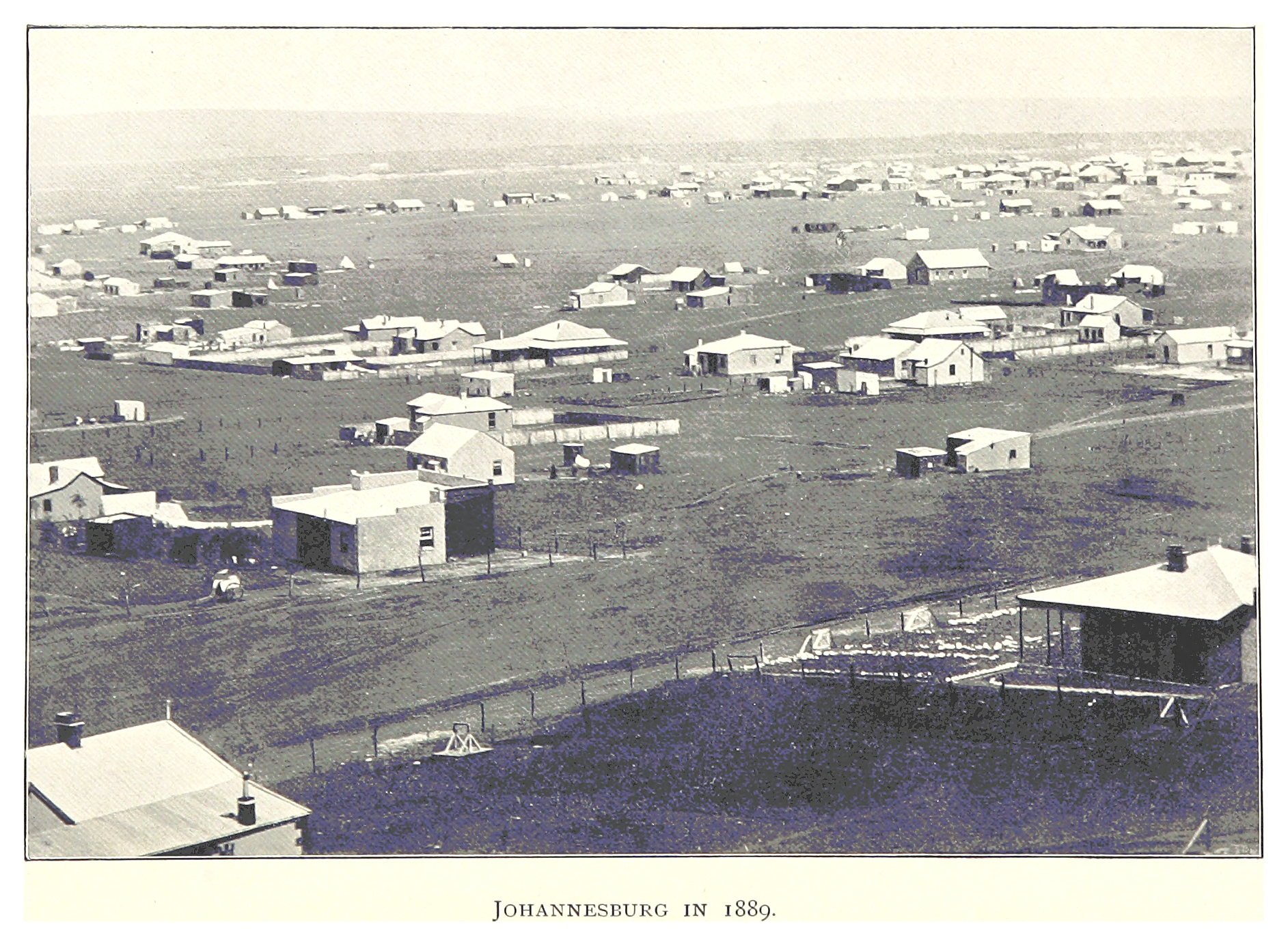
Johannesburg în 1889

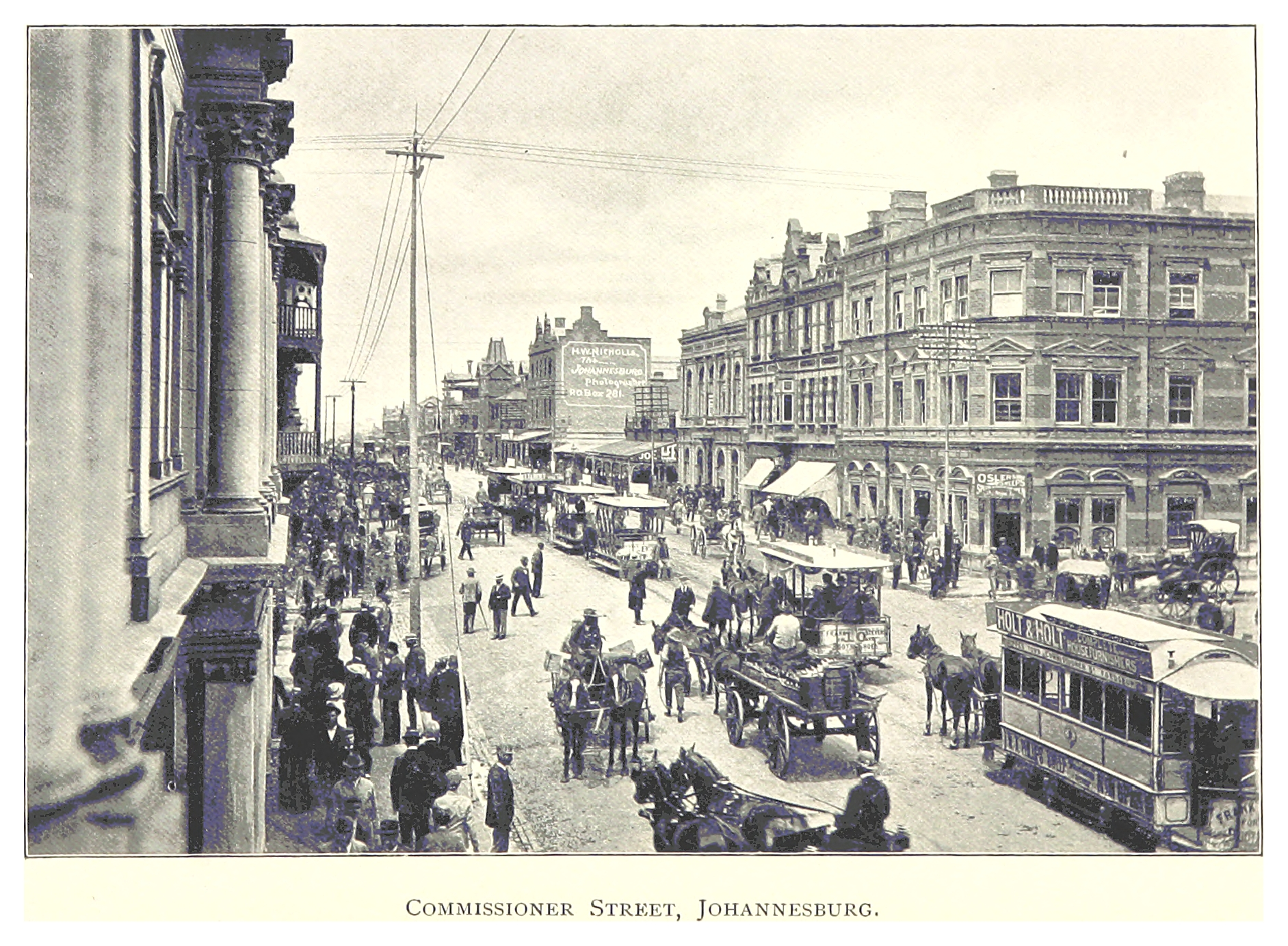
Strada Commissioner în 1895

Ca multe orașe miniere de la sfârșitul secolului al XIX-lea, Johannesburg era un loc aspru și dezorganizat, populat de mineri albi din toate colțurile lumii. Bărbați africani erau recrutați pentru munci necalificate în mine, în timp ce femeile africane, producătoare de bere, găteau și vindeau bere muncitorilor migranți de culoare. Orașul era populat, de asemenea, de un număr foarte mare de prostituate europene, gangsteri, afrikaneri săraci, comercianți și „AmaWasha”—bărbați Zulu care, surprinzător, dominau activitatea de spălătorie. Pe măsură ce valoarea terenurilor creștea, tensiunile au escaladat între guvernul bur din Transvaal, cu sediul în Pretoria, și britanici, culminând cu Raidul Jameson, care s-a încheiat într-un fiasco la Doornkop, în ianuarie 1896. Al Doilea Război al Burilor (1899–1902) a adus forțele britanice, conduse de feldmareșalul Frederick Sleigh Roberts, primul conte Roberts, să ocupe orașul pe 30 mai 1900, după o serie de bătălii la sud-vest de limitele de atunci ale orașului, în apropierea actualului Krugersdorp.
Luptele s-au desfășurat la Pasul Gatsrand (lângă Parcul Zakariyya) pe 27 mai, la nord de zona Vanwyksrust—zona cunoscută astăzi sub numele de Nancefield, Eldorado Park și Naturena—continuând a doua zi și culminând cu un atac masiv al infanteriei în zona instalațiilor de apă din Chiawelo și Senaoane pe 29 mai.
În timpul războiului burilor, mulți muncitori africani din mine au părăsit Johannesburgul, ceea ce a creat o penurie de forță de muncă, pe care minele au suplinit-o aducând muncitori din China, în special din sudul Chinei. După război, aceștia au fost înlocuiți cu muncitori de culoare, dar mulți chinezi au rămas, formând comunitatea chineză din Johannesburg, care, în epoca apartheidului, nu a fost clasificată legal ca „asiatică”, ci ca „Coloured”. În 1904, populația era de 155.642 de locuitori, dintre care 83.363 erau albi.

### Istoria după Uniune

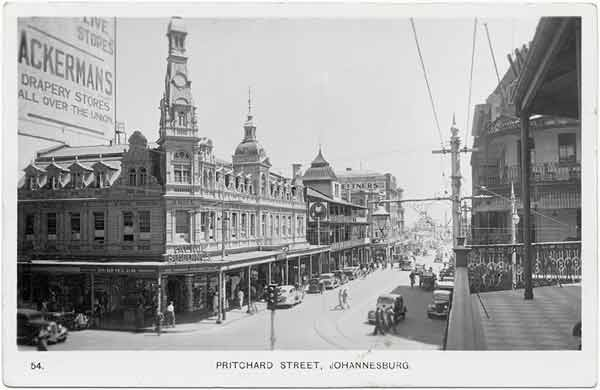
Strada Pritchard în jurul anului 1910

În 1917, Johannesburg a devenit sediul central al companiei Anglo American, fondată de Ernest Oppenheimer, care a ajuns să fie una dintre cele mai mari corporații din lume, dominând atât extracția de aur, cât și extracția de diamante în Africa de Sud. Dezvoltări imobiliare semnificative au avut loc în anii 1930, după ce Africa de Sud a abandonat standardul aurului. La sfârșitul anilor 1940 și începutul anilor 1950, Hillbrow a început să se dezvolte cu clădiri înalte. În anii 1950 și începutul anilor 1960, guvernul apartheidului a construit aglomerația masivă de township-uri cunoscută sub numele de Soweto. Noile autostrăzi au încurajat extinderea suburbană masivă spre nordul orașului. La sfârșitul anilor 1960 și începutul anilor 1970, clădirile de birouri (inclusiv Carlton Centre și Southern Life Centre) au schimbat silhouettea orașului din zona centrală a afacerilor.
Sistemul de apartheid, un sistem amplu de segregare rasială, a fost impus asupra Africii de Sud începând cu 1948. Pentru dezvoltarea sa economică, economia Johannesburgului depindea de sute de mii de muncitori albi calificați, admiși din Europa, și de muncitori negri semi-calificați și necalificați, admiși din alte părți ale Africii de Sud. Deși lucrau împreună, aceștia erau obligați de guvern să trăiască separat. Munca era văzută ca o excepție de la apartheid pentru a menține Johannesburgul ca fiind capitala economică a Africii de Sud.

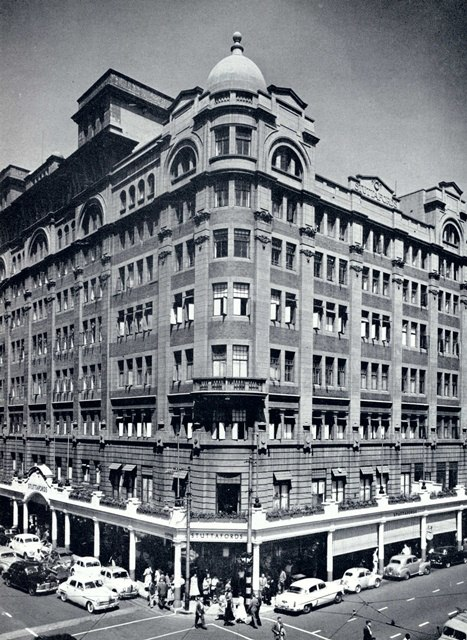
Magazinul universal Stuttafords din Johannesburg în 1957

În anii 1950, guvernul a început o politică de construcție a township-urilor pentru familiile negre (anterior, muncitorii necalificați erau solicitați să lucreze în „statut unic” în cămine de muncitori de sex masculin la mine și trebuiau să călătorească pentru a-și vizita familiile în provincia de origine) în jurul Johannesburgului, pentru a asigura forța de muncă necesară orașului. Soweto, un township creat pentru muncitorii negri veniți să lucreze în minele de aur din Johannesburg, a fost proiectat să adăpostească 50.000 de persoane, dar în scurt timp a ajuns să găzduiască de zece ori mai mulți locuitori, pe măsură ce mii de negri din zone rurale au venit în Johannesburg în căutarea unui loc de muncă și a unui venit pe care să-l trimită înapoi în satele lor. În 1989, s-a estimat că populația din Soweto era egală cu cea a Johannesburgului, dacă nu era chiar mai mare.
În martie 1960, Johannesburg a fost martoră la demonstrații ample împotriva apartheidului, ca reacție la masacrul de la Sharpeville. Pe 11 iulie 1963, poliția sud-africană a efectuat un raid într-o casă din suburbia Rivonia a Johannesburgului, unde nouă membri ai Congresului Național African (ANC), un partid politic interzis, au fost arestați sub acuzația de planificare a unor acte de sabotaj. Arestarea lor a condus la celebrul Proces de la Rivonia. Cei nouă arestați includeau un sud-african de origine indiană, un Coloured, doi albi și cinci negri, printre care se afla viitorul președinte Nelson Mandela. În timpul procesului, inculpații au recunoscut liber că erau vinovați de acuzațiile aduse, respectiv de planificarea distrugerii sistemului hidro-electric al Johannesburgului pentru a opri funcționarea minelor de aur, dar Mandela a argumentat în fața instanței că ANC a încercat rezistența non-violentă împotriva apartheidului și a eșuat, lăsându-l fără altă alegere. Procesul l-a transformat pe Mandela într-o figură națională și într-un simbol al rezistenței împotriva apartheidului.

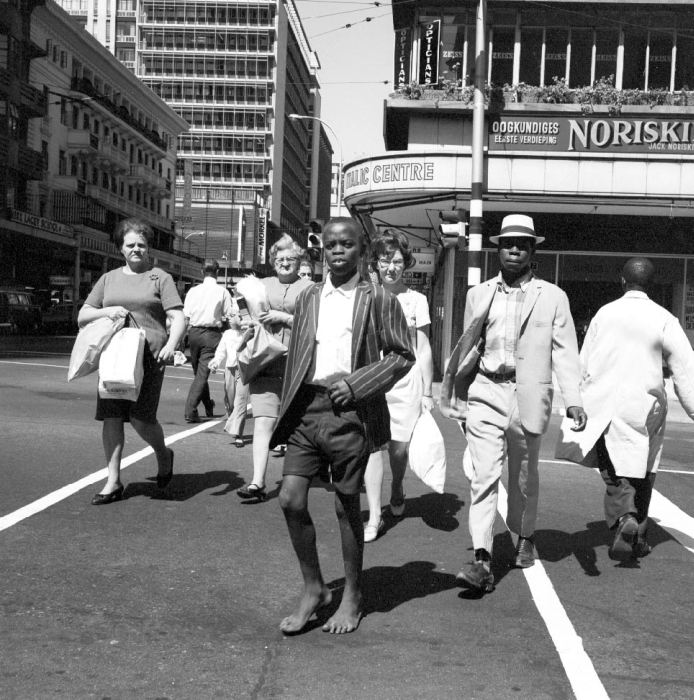
Scenă stradală în Johannesburg în 1970

Pe 16 iunie 1976, au izbucnit demonstrații în Soweto ca reacție la un decret guvernamental care stipula că elevii negri trebuie să fie educați în afrikaans în loc de engleză. După ce poliția a deschis focul asupra demonstranților, au început revoltele împotriva apartheidului în Soweto, care s-au extins în zona metropolitană a Johannesburgului. Aproximativ 575 de persoane, majoritatea negre, au fost ucise în revolta de la Soweto din 1976. Între 1984 și 1986, Africa de Sud a fost în tumult, în contextul unei serii de proteste naționale, greve și revolte împotriva apartheidului, iar township-urile negre din jurul Johannesburgului au fost scene ale unora dintre cele mai aprige confruntări între poliție și demonstranții anti-apartheid.
Zona centrală a orașului a cunoscut un declin în anii 1980 și 1990, din cauza ratei ridicate a criminalității și a faptului că investitorii imobiliari au direcționat sume mari de capital către centre comerciale din suburbii, parcuri de birouri descentralizate și centre de divertisment. Sandton City a fost deschis în 1973, urmat de Rosebank Mall în 1976 și de Eastgate în 1979.
În anii 1990, orașul s-a confruntat cu o creștere rapidă a criminalității în mari părți ale orașului. Unele zone de zgârie-nori au fost abandonate, mulți locatari și-au părăsit locuințele, iar afacerile s-au mutat. Unele clădiri istorice din zonele centrale au fost distruse de incendii care s-au răspândit neîncetat.

### Secolul XXI

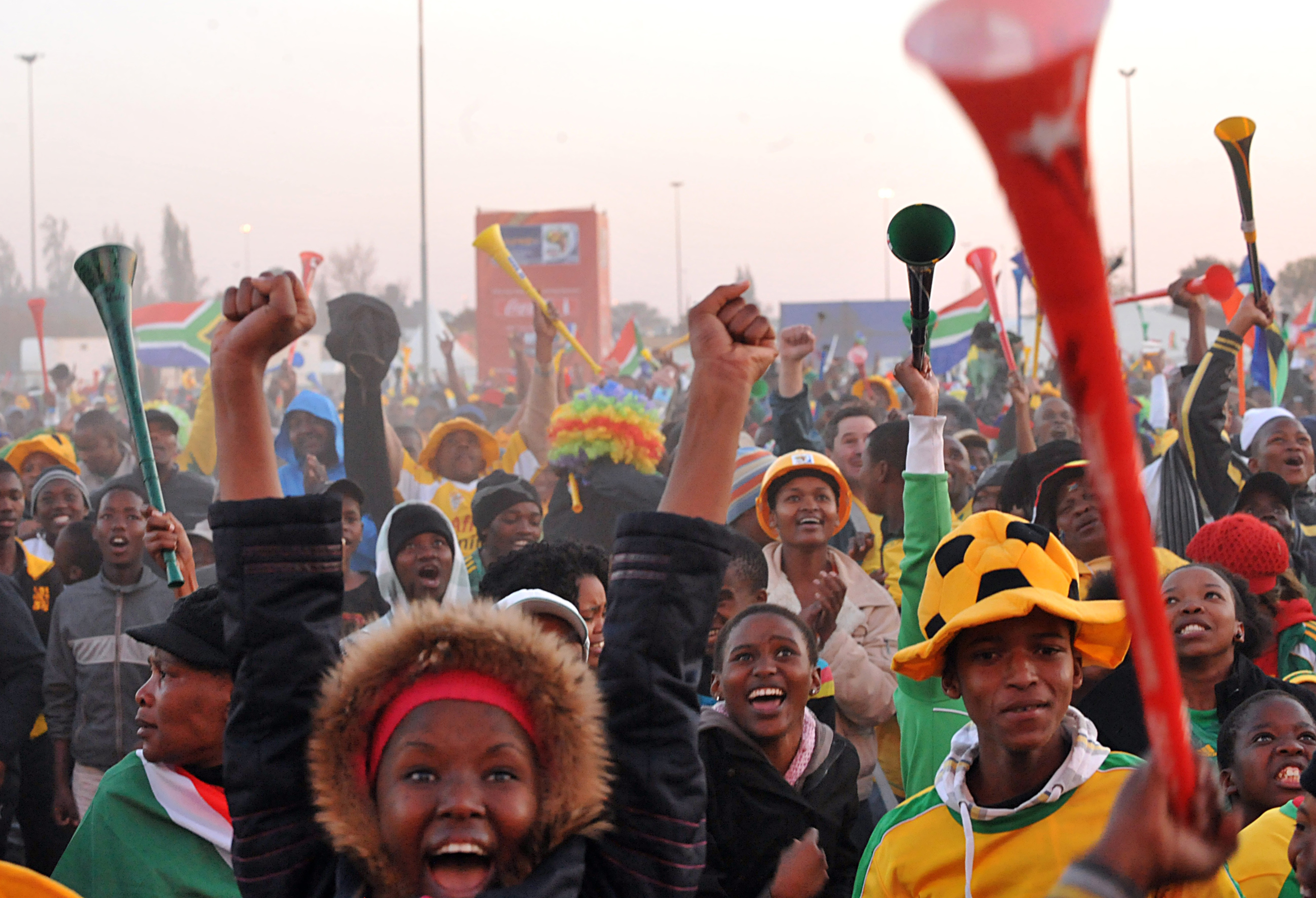
Fanii echipei naționale de fotbal a Africii de Sud urmăresc Cupa Mondială FIFA 2010 cu vuvuzele în cartierul Soweto, un suburbiu al Johannesburgului.

Ca multe orașe din întreaga lume, Johannesburg se concentrează din ce în ce mai mult pe reînnoirea centrului său. Una dintre aceste inițiative este Districtul Maboneng, situat pe partea de sud-est a zonei centrale de afaceri (CBD). Inițial un centru de artă, Maboneng s-a extins pentru a include restaurante, locații de divertisment și magazine, precum și unități de cazare și hoteluri. Maboneng se descrie ca „un loc de inspirație—un centru creativ, un loc de afaceri, o destinație pentru vizitatori și o comunitate integrată și sigură pentru rezidenți. Un far de forță în cel mai prosper oraș economic din Africa".
Stadionul FNB din Johannesburg, complet renovat, a găzduit finala Cupei Mondiale FIFA din 2010.
Între 22 și 24 august 2023, Johannesburg a găzduit cea de-a 15-a summit BRICS.

## Geografie

### Topografie

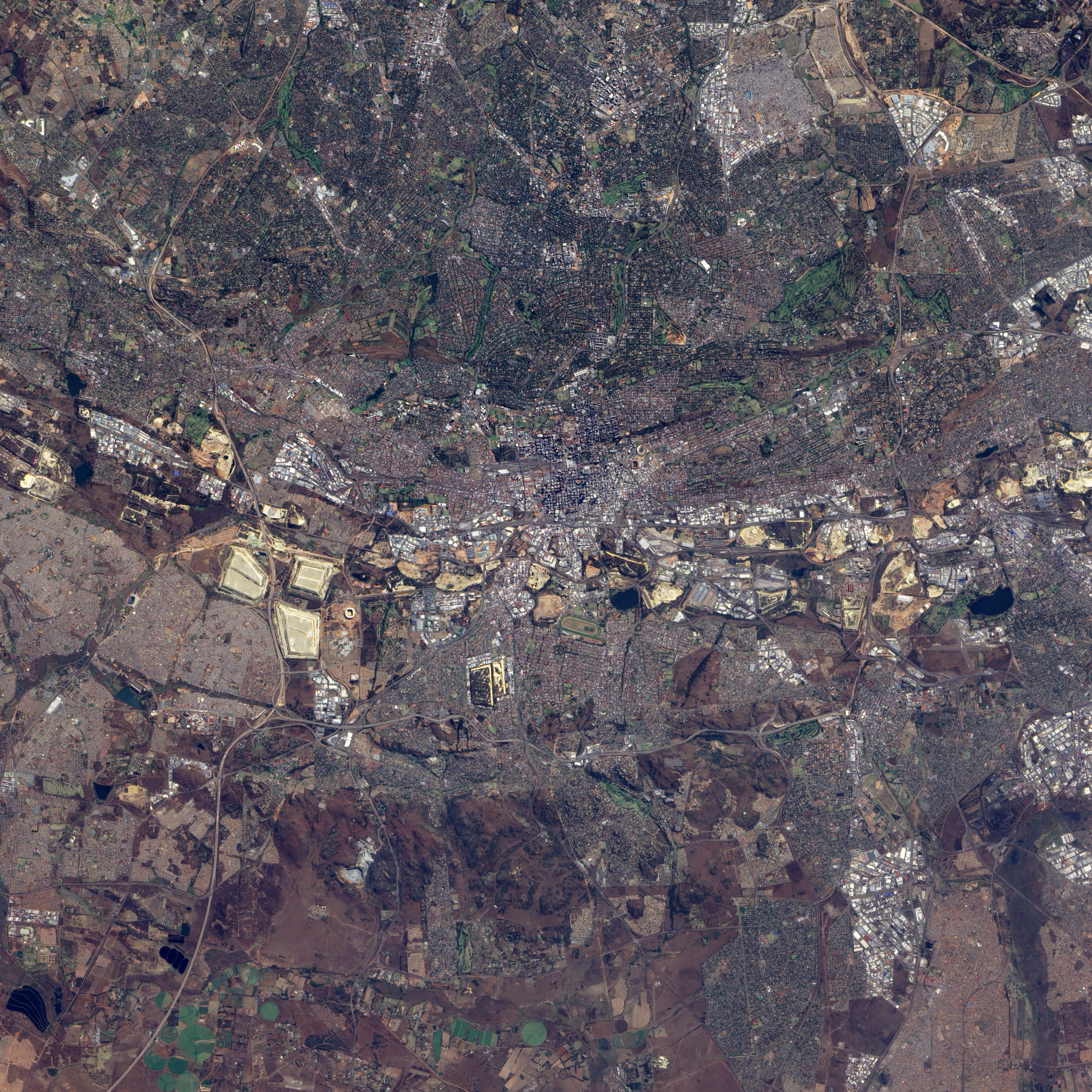
Imagine satelitară a Johannesburgului

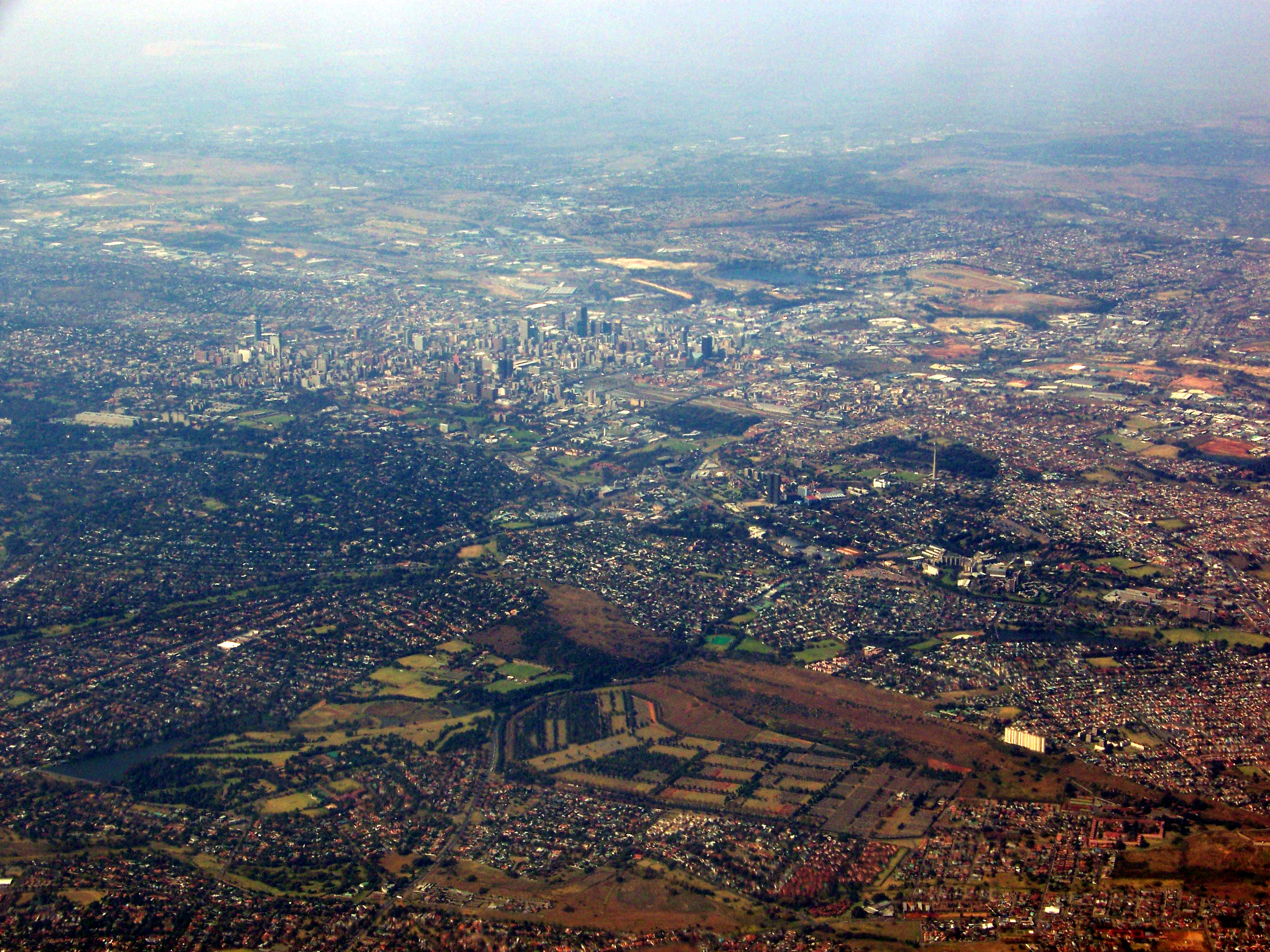
Vedere aeriană a Johannesburgului din ianuarie 2008, cu privire spre sud-est

Johannesburg este situat în partea estică a platoului Africii de Sud, cunoscut sub numele de Highveld, la o altitudine de 1.753 de metri. Fostul district central de afaceri (Central Business District) se află pe partea sudică a crestei proeminente numită Witwatersrand (în engleză: Creasta Apelor Albe), iar relieful coboară atât spre nord, cât și spre sud. În mare parte, Witwatersrand marchează linia de separație a bazinelor hidrografice dintre râurile Limpopo și Vaal, deoarece partea de nord a orașului este drenată de râul Jukskei, în timp ce partea de sud a orașului, inclusiv majoritatea districtului central de afaceri, este drenată de râul Klip. Nordul și vestul orașului sunt caracterizate de dealuri domoale, în timp ce părțile estice sunt mai plate.
Johannesburg nu este situat pe un râu sau lângă un port, dar pâraiele sale contribuie la alimentarea a două dintre cele mai mari râuri din sudul Africii, Limpopo și Orange. Majoritatea izvoarelor din care izvorăsc aceste pâraie sunt acum acoperite cu beton și canalizate, ceea ce explică de ce numele multor ferme timpurii din zonă se termină cu „-fontein”, care înseamnă „izvor” în afrikaans. Braamfontein, Rietfontein, Zevenfontein, Doornfontein, Zandfontein și Randjesfontein sunt câteva exemple. Când primii coloniști albi au ajuns în zona care este acum Johannesburg, au observat rocile strălucitoare de pe creste, străbătute de șuvoaie de apă alimentate de aceste izvoare—ceea ce a dat zonei numele de Witwatersrand, un termen afrikaans care înseamnă „creasta apelor albe”. O altă explicație este că albul provine de la roca de cuarțit, care capătă un luciu distinct după ploaie.
Locația nu a fost aleasă pentru cursurile sale de apă. Principalul motiv pentru care orașul a fost fondat aici a fost prezența aurului. De fapt, orașul era situat în apropierea unor zăcăminte uriașe de aur, având în vedere că, la un moment dat, industria auriferă din Witwatersrand producea 40% din aurul la nivel global.

### Parcuri și grădini

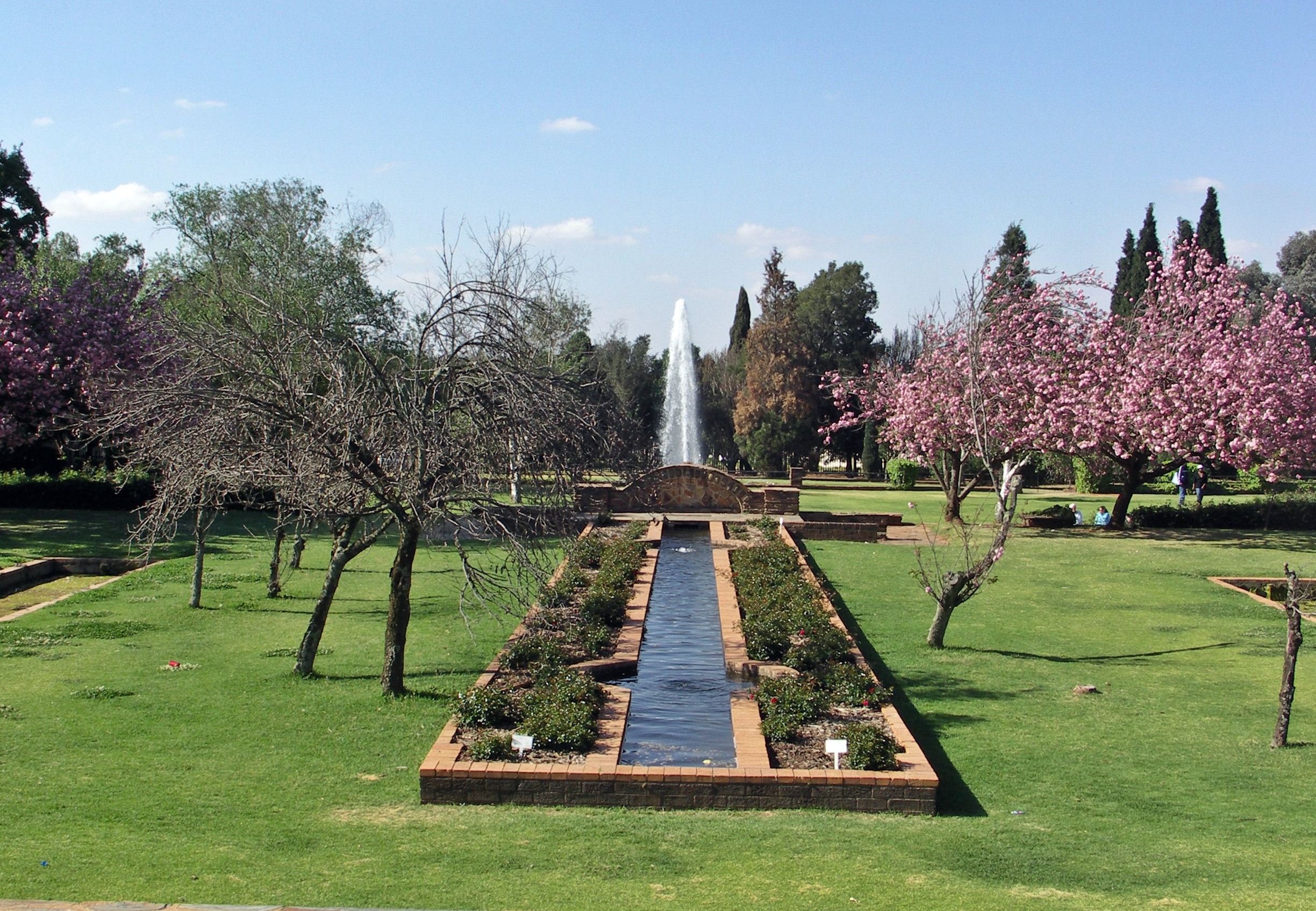
Grădina Botanică din Johannesburg

Parcurile și grădinile din Johannesburg sunt întreținute de Johannesburg City Parks and Zoo. City Parks este, de asemenea, responsabil pentru plantarea numeroșilor copaci din oraș, făcând din Johannesburg unul dintre cele mai „verzi” orașe din lume. Se estimează că în oraș există șase milioane de copaci, numărul acestora crescând anual—1,2 milioane pe trotuare și încă 4,8 milioane în grădini private. City Parks continuă să investească în plantarea de copaci, în special în zonele defavorizate din Johannesburg care nu au beneficiat pozitiv de planificarea urbană din perioada apartheidului. Grădina Botanică din Johannesburg, situată în suburbia Emmarentia, este un parc recreațional popular.
Johannesburg și împrejurimile oferă, pe lângă Grădina Zoologică din Johannesburg, una dintre cele mai mari din Africa de Sud, și diverse opțiuni pentru vizitatorii care doresc să observe fauna sălbatică. Rezervația Naturală Lion Park, situată lângă Satul Cultural Lesedi, găzduiește peste 80 de lei și alte specii de animale sălbatice, în timp ce Rezervația Naturală Krugersdorp, cu o suprafață de 1500 ha, se află la aproximativ 40 de minute cu mașina de centrul orașului. Centrul De Wildt Cheetah din Magaliesberg desfășoară un program de reproducere de succes pentru gheparzi, câini sălbatici și alte specii pe cale de dispariție. Rezervația Rhino & Lion, situată în „Leagănul Umanității” pe 1200 ha de „highveld tipic din Gauteng”, implementează, de asemenea, un program de reproducere pentru specii pe cale de dispariție, inclusiv tigri bengalezi, tigri siberieni și leul alb extrem de rar. La sud, la 11 kilometri de centrul orașului, se află Rezervația Naturală Klipriviersberg, care adăpostește mamifere mari și oferă trasee de drumeție. Între Lenasia și suburbia Soweto se găsește Rezervația Naturală Olifantsvlei, o zonă protejată.

### Climă

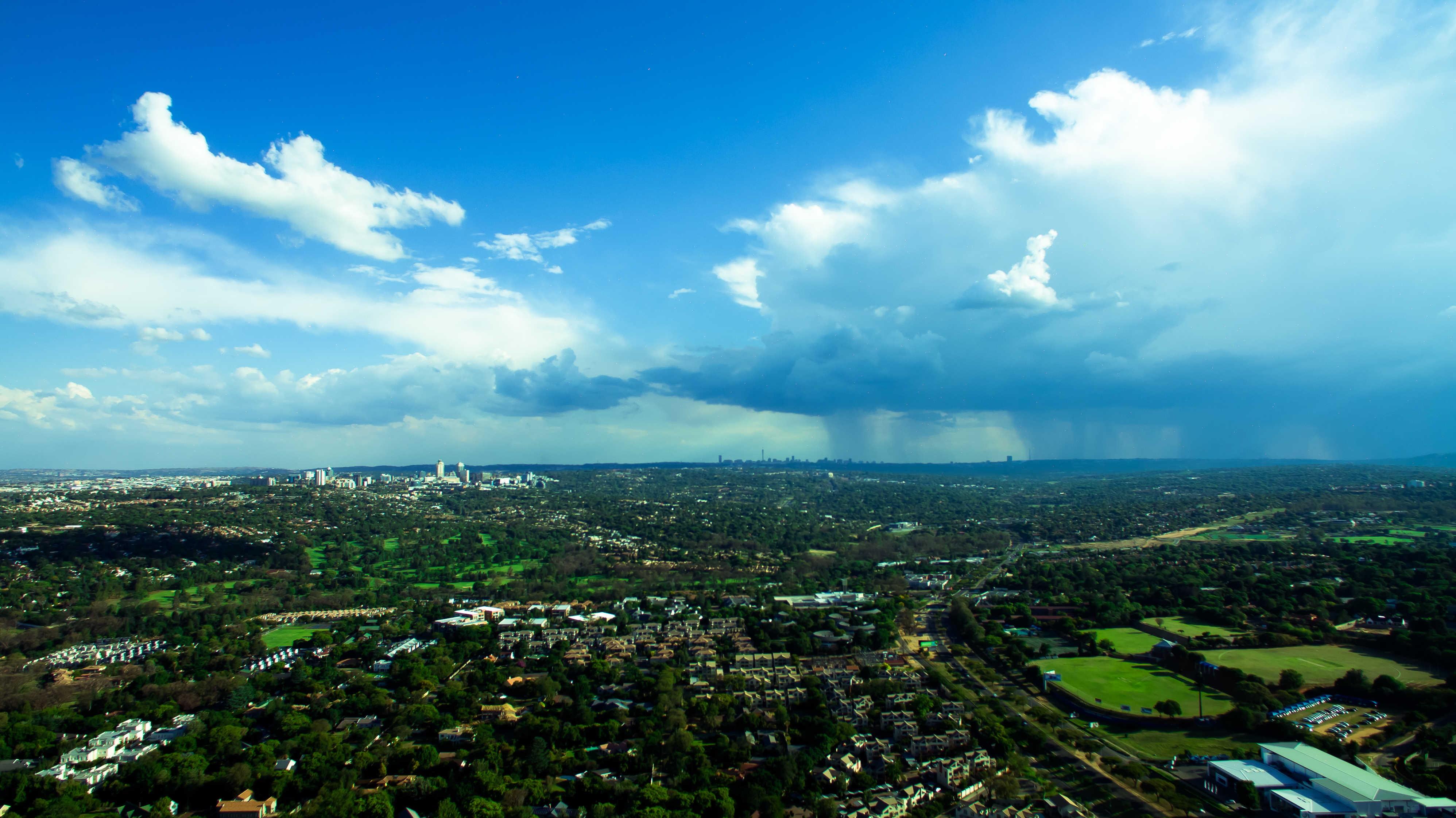
O fotografie aeriană cu nori de ploaie de vară deasupra Johannesburgului. Clima orașului se caracterizează prin furtuni zilnice regulate din noiembrie până în martie, în după-amieze.

Johannesburgul este situat pe platoul highveld și are un climat subtropical de înălțime (Köppen Cwb). Orașul beneficiază de un climat însorit, cu lunile de vară (octombrie-aprilie) caracterizate prin zile călduroase urmate de furtuni de după-amiază și serii răcoroase, iar lunile de iarnă (mai-septembrie) prin zile uscate și însorite urmate de nopți reci. Temperaturile în Johannesburg sunt de obicei destul de moderate datorită altitudinii ridicate a orașului, cu o temperatură medie maximă de zi în ianuarie de 25,6 °C, scăzând la o temperatură medie maximă de aproximativ 16 °C în iunie. Indexul UV pentru Johannesburg în timpul verii este extrem de ridicat, adesea atingând valori de 14–16 din cauza altitudinii mari și a poziției sale în subtropice.
Iarna este cea mai însorită perioadă a anului, cu zile blânde și nopți răcoroase, temperatura scăzând la 4,1 °C în iunie și iulie. Temperatura scade ocazional sub punctul de îngheț în timpul nopții, provocând înghețuri. Zăpada este un fenomen rar, cu ninsori înregistrate în secolul XX în mai 1956, august 1962, iunie 1964 și septembrie 1981. În secolul XXI, s-au înregistrat lapovițe ușoare în 2006, precum și ninsoare propriu-zisă pe 27 iunie 2007 (cu acumulări de până la 10 centimetri în suburbiile sudice), pe 7 august 2012 și pe 10 iulie 2023.
Fronturi reci regulate traversează Johannesburgul în timpul iernii, aducând vânturi foarte reci din sud, dar, de obicei, ceruri senine. Cantitatea medie anuală de precipitații este de 713 milimetri, majoritatea fiind concentrate în lunile de vară. Ploile sunt rare în timpul iernii. Cea mai scăzută temperatură minimă nocturnă înregistrată vreodată în Johannesburg este de −8,2 °C, pe 13 iunie 1979. Cea mai scăzută temperatură maximă diurnă înregistrată este de 1,5 °C, pe 19 iunie 1964.
| Date climatice pentru Johannesburg (Averages: 1961–1990 – extremes: 1951–1990) | Date climatice pentru Johannesburg (Averages: 1961–1990 – extremes: 1951–1990) | Date climatice pentru Johannesburg (Averages: 1961–1990 – extremes: 1951–1990) | Date climatice pentru Johannesburg (Averages: 1961–1990 – extremes: 1951–1990) | Date climatice pentru Johannesburg (Averages: 1961–1990 – extremes: 1951–1990) | Date climatice pentru Johannesburg (Averages: 1961–1990 – extremes: 1951–1990) | Date climatice pentru Johannesburg (Averages: 1961–1990 – extremes: 1951–1990) | Date climatice pentru Johannesburg (Averages: 1961–1990 – extremes: 1951–1990) | Date climatice pentru Johannesburg (Averages: 1961–1990 – extremes: 1951–1990) | Date climatice pentru Johannesburg (Averages: 1961–1990 – extremes: 1951–1990) | Date climatice pentru Johannesburg (Averages: 1961–1990 – extremes: 1951–1990) | Date climatice pentru Johannesburg (Averages: 1961–1990 – extremes: 1951–1990) | Date climatice pentru Johannesburg (Averages: 1961–1990 – extremes: 1951–1990) | Date climatice pentru Johannesburg (Averages: 1961–1990 – extremes: 1951–1990) |
| Luna                                                                           | Ian                                                                            | Feb                                                                            | Mar                                                                            | Apr                                                                            | Mai                                                                            | Iun                                                                            | Iul                                                                            | Aug                                                                            | Sep                                                                            | Oct                                                                            | Nov                                                                            | Dec                                                                            | Anual                                                                          |
| ------------------------------------------------------------------------------ | ------------------------------------------------------------------------------ | ------------------------------------------------------------------------------ | ------------------------------------------------------------------------------ | ------------------------------------------------------------------------------ | ------------------------------------------------------------------------------ | ------------------------------------------------------------------------------ | ------------------------------------------------------------------------------ | ------------------------------------------------------------------------------ | ------------------------------------------------------------------------------ | ------------------------------------------------------------------------------ | ------------------------------------------------------------------------------ | ------------------------------------------------------------------------------ | ------------------------------------------------------------------------------ |
| Maxima medie °C (°F)                                                           | 25.6 (78,1)                                                                    | 25.1 (77,2)                                                                    | 24.0 (75,2)                                                                    | 21.1 (70)                                                                      | 18.9 (66)                                                                      | 16.0 (60,8)                                                                    | 16.7 (62,1)                                                                    | 19.4 (66,9)                                                                    | 22.8 (73)                                                                      | 23.8 (74,8)                                                                    | 24.2 (75,6)                                                                    | 25.2 (77,4)                                                                    | 21,9 (71,4)                                                                    |
| Media zilnică °C (°F)                                                          | 19.5 (67,1)                                                                    | 19.0 (66,2)                                                                    | 18.0 (64,4)                                                                    | 15.3 (59,5)                                                                    | 12.6 (54,7)                                                                    | 9.6 (49,3)                                                                     | 10.0 (50)                                                                      | 12.5 (54,5)                                                                    | 15.9 (60,6)                                                                    | 17.1 (62,8)                                                                    | 17.9 (64,2)                                                                    | 19.0 (66,2)                                                                    | 15,5 (59,9)                                                                    |
| Minima medie °C (°F)                                                           | 14.7 (58,5)                                                                    | 14.1 (57,4)                                                                    | 13.1 (55,6)                                                                    | 10.3 (50,5)                                                                    | 7.2 (45)                                                                       | 4.1 (39,4)                                                                     | 4.1 (39,4)                                                                     | 6.2 (43,2)                                                                     | 9.3 (48,7)                                                                     | 11.2 (52,2)                                                                    | 12.7 (54,9)                                                                    | 13.9 (57)                                                                      | 10,1 (50,2)                                                                    |
| Minima istorică °C (°F)                                                        | 7.2 (45)                                                                       | 6.0 (42,8)                                                                     | 2.1 (35,8)                                                                     | 0.5 (32,9)                                                                     | −2.5 (27,5)                                                                    | −8.2 (17,2)                                                                    | −5.1 (22,8)                                                                    | −5 (23)                                                                        | −3.3 (26,1)                                                                    | 0.2 (32,4)                                                                     | 1.5 (34,7)                                                                     | 3.5 (38,3)                                                                     | −8,2 (17,2)                                                                    |
| Precipitații mm (inches)                                                       | 125 (4.92)                                                                     | 90 (3.54)                                                                      | 91 (3.58)                                                                      | 54 (2.13)                                                                      | 13 (0.51)                                                                      | 9 (0.35)                                                                       | 4 (0.16)                                                                       | 6 (0.24)                                                                       | 27 (1.06)                                                                      | 72 (2.83)                                                                      | 117 (4.61)                                                                     | 105 (4.13)                                                                     | 713 (28,07)                                                                    |
| Umiditate [%]                                                                  | 69                                                                             | 70                                                                             | 68                                                                             | 65                                                                             | 56                                                                             | 53                                                                             | 49                                                                             | 46                                                                             | 47                                                                             | 56                                                                             | 65                                                                             | 66                                                                             | 59                                                                             |
| Nr. de zile cu precipitații (≥ 0.1 mm)                                         | 15.9                                                                           | 11.2                                                                           | 11.9                                                                           | 8.6                                                                            | 2.9                                                                            | 2.0                                                                            | 1.0                                                                            | 2.1                                                                            | 3.8                                                                            | 9.8                                                                            | 15.2                                                                           | 14.9                                                                           | 99,3                                                                           |
| Ore însorite                                                                   | 250.1                                                                          | 224.8                                                                          | 238.8                                                                          | 236.9                                                                          | 276.0                                                                          | 266.9                                                                          | 283.9                                                                          | 284.1                                                                          | 280.8                                                                          | 269.5                                                                          | 248.7                                                                          | 263.9                                                                          | 3.124,4                                                                        |
| Sursa nr. 1: World Meteorological Organization, NOAA                           |                                                                                |                                                                                |                                                                                |                                                                                |                                                                                |                                                                                |                                                                                |                                                                                |                                                                                |                                                                                |                                                                                |                                                                                |                                                                                |
| Sursa nr. 2: South African Weather Service Weather Atlas                       |                                                                                |                                                                                |                                                                                |                                                                                |                                                                                |                                                                                |                                                                                |                                                                                |                                                                                |                                                                                |                                                                                |                                                                                |                                                                                |

## Date statistice
Pe baza rezultatelor recensământului național din 2001, populația Johannesburgului este de 3.225.812 de locuitori, care trăiesc în 1.006.930 de gospodării. Dintre acestea, 86% au WC-uri moderne și 91% beneficiază de servicii municipale de gunoi. 86% din toate locuințele au acces la apă curentă, iar 80% folosește electricitatea ca sursă principală de energie. 22% din populația orașului trăiește în locuințe simple.
73% din populație este compusă din negri. Minoritatea semnificativă este formată din albi (16%), minoritate mixtă - alb+negru (6%) și asiaticii (4%). 42% din populație este sub vârsta de 24 de ani și doar 6% are peste 60 de ani. Rata șomajului este de 37%, 91% din șomeri fiind negri. Femeile formează 43% din forța de muncă.
34% din locuitorii orașului vorbesc limba nguni acasă, 26% vorbesc limba sotho, 19% vorbesc engleză și 8% vorbesc afrikaans. 29% din adulți au absolvit și o școala secundară, iar 14% sunt absolvenți ai unei facultăți. 93% din populație știe să scrie și să citească.
67% dintre locuitori sunt creștini, iar 24% sunt atei. Alte religii includ islamul (3%), iudaismul (1%) și hinduismul (1%).

## Personalități născute aici
- Saul Teukolsky (n. 1947), fizician;
- Steve Nash (n. 1974), baschetbalist canadian;
- Aaron Mokoena (n. 1980), fotbalist.

## Galerie

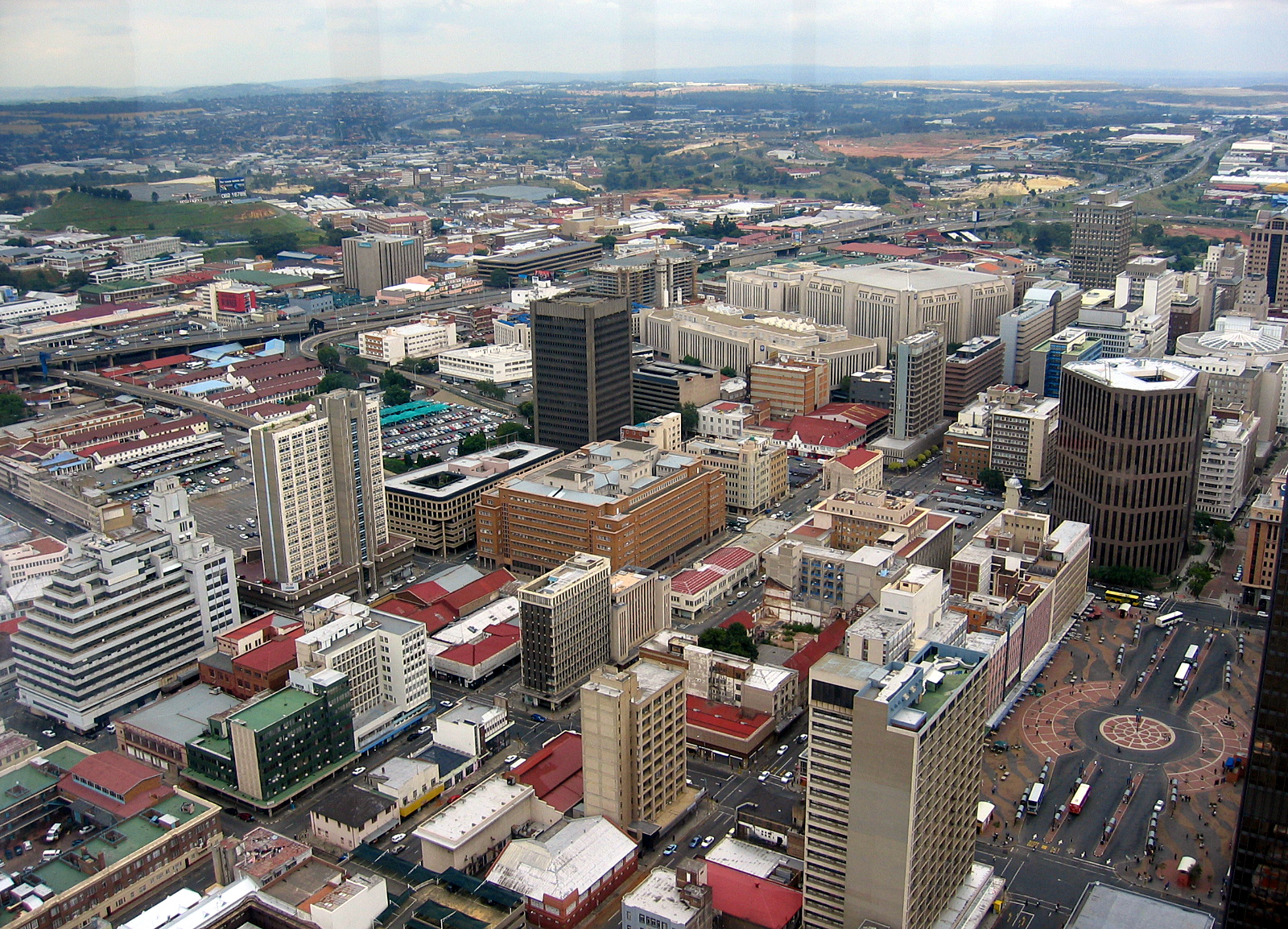
The skyline of Johannesburg's Central Business District as seen from the observatory of the Carlton Centre
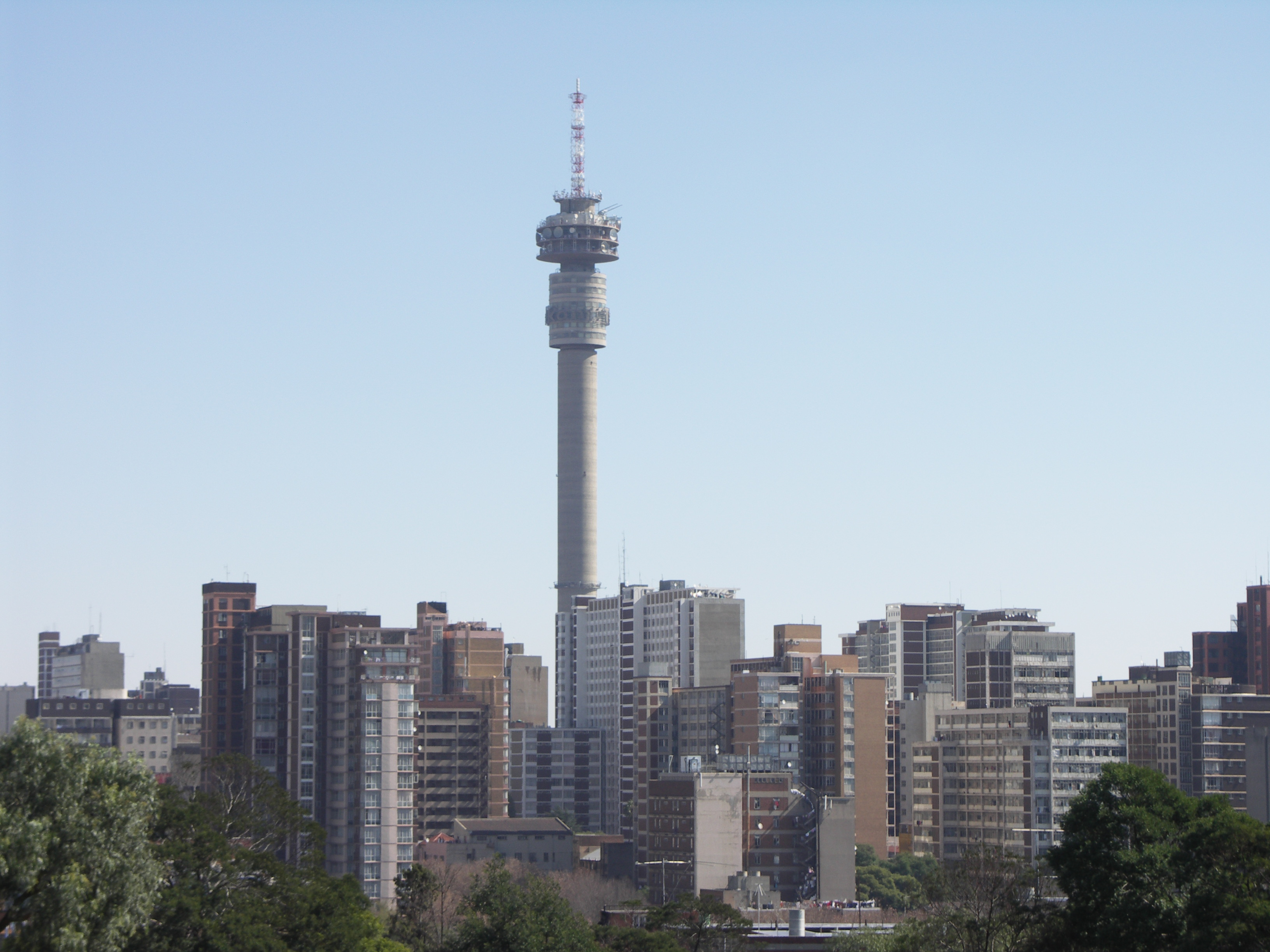
The skyline of Hillbrow
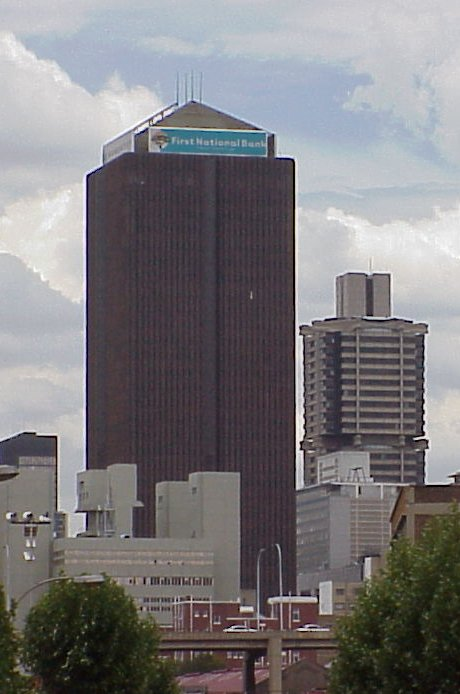
The Southern Life Centre
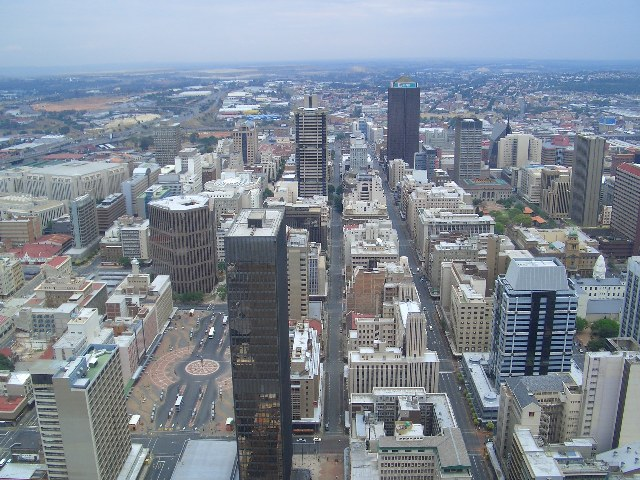
Centrul orașului Johannesburg